# Ozyptila orientalis basegica
Ozyptila orientalis là một phân loài nhện trong họ Thomisidae.
Loài này thuộc chi Ozyptila. Ozyptila orientalis basegica được miêu tả năm 1992 bởi Esyunin.